# Дара Бубамара
Радојка Аџић (Нови Сад, 21. мај 1976), позната као Дара Бубамара, српска је певачица.
Каријеру је почела 1993. године, присвојивши имиџ музичке иконе тинејџера и младих; националну популарност стекла је захваљујући песми Кошава са Дунава. До краја 1990-их и преласка у Гранд продукцију, оставила је иза себе хитове народне музике попут песама Ја нећу да га видим, Сви су ту као некада,  Јуче сам, Нит’ ме љубиш нит’ ме другом дајеш и осталих. Њени први успеси у оквиру нове куће биле су песме Веро неверо, Поље јагода и Јавите ми, јавите. Врхунац каријере дошао је 2007. године захваљујући албуму Додирни ме и песмама Зидови, Додирни ме, Добро јутро никоме, Пали мали, које су га учиниле једним од најтиражнијих у земљи те године. Године 2010. издаје албум Дара Бубамара 2010 са хитовима Не планирам, Она те пали, Мили мој, Ciao amore,  Мами, мами
Наставила је снимање популарних песама, попут Галаме, Ноћ за нас и других. Године 2014. и 2015. доживљава нови врхунац у својој каријери, те издаје пет великих поп-фолк хитова: Опасан, Крај и тачка, Волим све што воле млади, Карера и Нећу кући. У исто време улази у медијски рат с многим јавним личностима, због чега је била стално присутна у медијима, што додатно доприноси њеној популарности.
Захваљујући бројним опаскама, плаховитости и коментарима на свој и рачун других, често је присутна у медијима. Више од деценије говорило се о њеном конфликту са Јеленом Карлеушом, из ког је потекла и Дарина мото-реченица „Пуно кошта”. Рекордну медијску пажњу привукло је њихово помирење 2018. године.
У априлу 2018. године Дара Бубамара је одржала солистички концерт у Штарк арени пред више од 17.000 посетилаца.

## Музичка каријера

### Рана популарност
Радојка је одрасла у новосадском насељу Сателит, а родитељи су јој се доселили из Осиње код Дервенте пре њеног рођења. Њена мајка Милица радила је као сервирка у болници, док јој је отац, Перо, био возач у градском превозу. 
Још у основној школи показала је наклоност ка певању и глуми. Таленат за певање искористила је приступивши школском хору. Са 11 година креће да се појављује и такмичи на разним музичким манифестацијама. Међу њима биле су и Музички тобоган у коме су деца имитирала звезде, и Покажи шта знаш, где је Бубамара певала песму Радујте се, пријатељи од Неде Украден. Убрзо после тога била је гост на концерту Лепе Лукић којој се допао Дарин глас. Дарин глас привукао је пажњу и Зорице Брунцлик која ју је такође најавила као звезду у успону на свом концерту. Са само дванаест година са песмом Светски фол рок-ен-рол представља Војводину на Змајевим дечјим играма у Новом Саду и осваја прво место. Две године касније побеђује на манифестацији Најлепши глас Југославије. Године 1989. приступа бенду Дара Бубамара шоу бенд са којим крећу и њена прва хонорарна гостовања.
Годинама касније, певачица је истакла да су јој у тим годинама плесачки узори били Мајкл Џексон и Мадона, а певачки Лепа Брена, Цеца и Драгана Мирковић.

### Почеци:Кошава са Дунава
Група Дара Бубамара и шоу бенд снимила је свој први албум 1993. године. Носио је симболичан назив Кошава са Дунава, будући да је група окупљала младе музичаре из Новог Сада. Насловна нумера остварила је успех широм земље и од Радојке створила препознатљиво ТВ лице. Аџићева, која је преко ноћи постала звезда у успону, снимила је и видео-спот за песму. И песме Месечина и Као лед, као жар биле су слушане.
Медијску сензацију тада, а интернет сензацију деценијама касније, изазвао је заједнички наступ Даре Бубамаре и Џеја Рамадановског из 1993. године, који су на РТС-овом Другом каналу певали песму Секси ритам. Популарним звездама у успону на сцени се придружила и Лепа Брена. Наступ је праћен ексцентричним денс-корацима, које су двадесет пет година касније покушавали да имитирају такмичари шоу програма Твоје лице звучи познато.
За други студијски албум, из 1994, промоција је почела са видео-спотом за насловну поп нумеру Досада. Дара Бубамара, осамнаестогодишња певачица која је напустила бенд, у споту је имала младалачки изглед, употпуњен школским репићима; жвакала је жвакаћу гуму и са својим другарицама посматрала сто младића који су играли око ње. Музику је пратила увежбана кореографија, у којој је и певачица узела учешћа. Уз ову и песме које су уследиле а које су неретко описивале ране љубави, Дара се наметала као узор-девојка и тинејџерска звезда. Исти имиџ певачица је задржала и у споту за баладичну песму Против себе не могу, као и у свим ТВ наступима који су пратили промоцију албума. Сваки наступ пратила је одговарајућа кореографија, те је, за разлику од осталих, млада певачица деловала разиграно и весело. Поред песме Досада, слушана је била и песма Жељо моја.

### 1996—2000: Соло каријера
Трећи албум, а други који је певачица објавила откад је напустила Шоу бенд, објављен је 1996. године. Песме Ја нећу да га видим, Јуче сам (Ја те волим ко и пре), Немој да бринеш мали, Све девојке које су варале момке (за коју је аранжман урадио Владо Георгиев) и Било је пролеће недељама су уживале велику радијску популарност. Ја нећу да га видим стекла је још већу популарност после 2005. године и промовисања кроз музичка такмичења, те се наводи као најстарији од Дариних највећих хитова. За разлику од прва два албума, објављена за ПГП РТС, трећи албум група је издала за Зам продукцију. Промоција песама пренета је тако са канала 3К на телевизију Пинк.
Певачица је 1997. издала албум Дунав. Песме које су се издвојиле биле су Дунав, Нити ме љубиш, нит ме другом дајеш и Нови Сад — Београд. Песма Сви су ту као некада годинама је одржала своју популарност па се данас сматра једним од Дариних највећих хитова. Занимљиво је то да је тимпане за песму свирао Оги Радивојевић. Две године касније Аџићева је издала албум на коме су пажњу привукле песме Нису то кише и Лепи, а верни.

### 2001—2008: УспехЗидова
Крајем деведесетих Дара Бубамара је приметила смањену популарност и мање каријерне успехе од оних какве је имала на почетку. Чак ни успех песама Двојница и Јаче, јаче из 2001. није знатно утицао на слушаност других песама. Тек 2003. године са албумом Поље јагода, Дара брзо враћа стару славу. Занимљиво је и то да је период од 2002. до 2005. године био изазован за певачице Гранд продукције због изненадног успеха и нагле славе Индире Радић. Саша Поповић је одлучио да своја друга четири велика имена промовише заједно. Тако су се песме са Дариног најновијег албума нашле као део компилације Четири даме, заједно са песмама Вики Миљковић, Стоје и Секе Алексић, тада још увек звезде у успону. Тако су песме Јавите ми, јавите, Веро, неверо, Поље јагода, Заборави ме моја љубави, Певам, а душа ми плаче и Да није ово срце у грудима брзо нашле пут до радија. Аџићева је желела да искористи тренутак па је тако за свега неколико месеци снимила и издала нови албум. Без милости, њен осми студијски албум, изашао је у продају 2005. године. Уз нове песме, Рада је промовисала и нови изглед — после дужег времена поново је имала дугу плаву косу, инсистирала је на кемп изгледу одрасле барби-лутке. Нови изглед пратила је и нова музика, па је већина песама имала денс и електро-поп елементе. Иако је конкуренција у матичној кући поново била јака, будући да је Вики Миљковић добила награду за највећи хит и тираж године, Дара Бубамара је успешно промовисала нове песме. Имала је иза себе своју плесну групу са којом је наступала у музичким емисијама продукције. Иако је интензивно промовисала песме Без милости, Себична и Ово неће изаћи на добро, и мање фаворизоване нумере, попут Ово је мојих пет минута, Пусти ме да заборавим и Не гледај ме тако (обрада песме Никоса Вертиса), постале су широко познате. Дара Бубамара је на албуму имала и сарадњу са Шаком Полументом, кроз песму Лажне љубави.
Најуспешнији период у њеној каријери почео је 2007. године, када је издала албум Додирни ме. Певачица је на њему дуго радила, пажљиво бирајући дванаест нових песама од августа 2006. до априла 2007. године. Истог дана када је премијерно представљена, песма Зидови постала је хит дана, затим хит недеље и на крају хит месеца у Србији. Оставши неколико месеци на тој позицији, Зидови је уз песму Аспирин Секе Алексић био хит 2007. године. Поред ове, слушане су и песме Додирни ме, Пали мали, Добро јутро никоме и Нека мало. Дара Бубамара је остварила и сарадњу и са Харијем Мата Харијем, који је написао музику за њену песму Ништа од ината.

### 2009—2013: Пословне потешкоће
Следећи албум Дара Бубамара није издала за Гранд продукцију. Сингл Мами, мами, који јесте промовисала у Гранду, постао је такође велики хит, али се Аџићева након тога посвађала са директором продукције, Сашом Поповићем те раскинула уговор. Премда је говорила да ће „Поповић жалити што је отерао” и да ће „тек да покаже шта уме”, сви су били скептични у вези њеног опстанка на естради. Гранд је био водећа издавачка кућа у Србији, и излазак из њега гарантовао је пад популарности. Певачица је објавила да ће албум издати слабо позната кућа KCN, за коју снимају такође слабо познати певачи. Међутим, на питање зашто је потписала уговор за тако малу продукцију, одговарала би да је она постала популарна независно од иједне куће, те да тако нема везе за кога ради. Њене речи су се обистиниле, и она је 2010. издала албум Дара Бубамара 2010, коме је претходио летњи хит-сингл Сангрија. Велики број песама са њега био је популаран у земљи. То су биле: Она те пали, Не планирам, Мили мој и Изађи сам. Године 2011. снимила је песме Галама и Ноћ за нас које су постале хитови на читавом Балкану, а Дару несумњиво сврстале међу највеће музичке звезде у региону. 2013. године, Дара Бубамара је издала свој јубиларни десети албум, са којег су се издвојиле песме Delete, Пусти ту причу и Џони, Џони.

### 2014—данас: Нова популарност и концерт у Арени
Одмах следеће године издала је синглове Опасан, Крај и тачка и Карера, које су постале веома популарне на Јутјубу. Песма Карера је њена аутобиографска нумера, а посветила ју је љубоморним колегиницама и медијима. У песми је угостила и репера Расту. Већ у фебруару 2015. године издала је сингл Волим све што воле млади за који је урадила и спот. На другом Пинковом фестивалу представила се баладом Жена змај која је за разлику од осталих синглова у R&B стилу, а ту песму је за њу написао Раста. Дара Бубамара је са овом песмом освојила награду публике. 2016. објављује сингл Невоља у сарадњи са продуцентом Цобијем, гостује на синглу фолк певача Марета, под називом Карма и објављује дуетску песму са репером Марконијем Може нам се може. Све три песме су имале солидан успех. Крајем маја 2017, објављује албум Биографија са којег се издвојила истоимена песма и песма Екстравагантно, и на коме се нашло и 7 већ објављених синглова (2014—2016). Већ у новембру 2017, Дара Бубамара је пустила улазнице у продају за свој први солистички концерт у Штарк арени који је заказала за 21. април 2018. Пред концерт објављује песму Амнезија чију продукцију потписују актуелни босански дуо Јала Брат и Буба Корели. Песма је за кратко време постала велики хит. Дара Бубамара је направила спектакл са светском продукцијом на којем је било више од 17.000 посетилаца. 2025.године је постала чланица жирија музичког такмичења Звезде Гранда.

## Приватни живот

### Љубавни живот
Бубамара има сина Константина (рођен 2. јануара 2009) са својим бившим мужем Миланом Кесићем. Наиме, певачица се развела на лето 2016, а пре тога је настала афера њених голих слика са украденог мобилног телефона које су доспеле у јавност. Одлучна да стави тачку на целу причу, Дара Бубамара је изјавила да није у браку са Кесићем већ годину дана.

## Дискографија
| Албум            | Година | Хитови |
| ---------------- | ------ | --- |
| Кошава са Дунава | 1993   | Кошава са Дунава Месечина Као лед, као жар                                                                                      |
| Досада           | 1995   | Досада Жељо моја Мала |
| Дара Бубамара    | 1996   | Ја нећу да га видим Све девојке које су варале момке Јуче сам (Ја те волим ко и пре) Немој да бринеш мали Било је пролеће       |
| Дунав            | 1997   | Сви су ту као некада Нити ме љубиш, нит ме другом дајеш Дунав Нови Сад — Београд                                                |
| Нису то кише     | 1999   | Лепи а верни Нису то кише Голубе                                                                                                |
| Двојница         | 2001   | Двојница Јаче, јаче Километри туге                                                                                              |
| Поље јагода      | 2003   | Поље јагода Јавите ми, јавите Веро неверо Заборави ме моја љубави Певам, а душа ми плаче Да није ово срце у грудима             |
| Без милости      | 2005   | Себична Не гледај ме тако Пусти ме да те заборавим Мојих пет минута Без милости Ово неће изаћи на добро                         |
| Додирни ме       | 2007   | Зидови Тресе мене љубав, тресе Додирни ме Добро јутро никоме Пали мали                                                          |
| Сангрија         | 2010   | Сангрија (Ciao amore) Мами мами Она те пали Не планирам                                                                                   |
| Дара 2013        | 2013   | Галама Пусти ту причу |
| Биографија       | 2017   | Крај и тачка Опасан Карера Волим све што воле млади Нећу кући Невоља Екстравагантно Биографија Не могу без тебе Таква каква сам |
| 2025             | 2025   | |

## Остале песме
- Ноћ за нас — дует са Цвијом (2011)
- Погледом те скидам — дует са Бојаном Бијелићем (2012)
- Увек кад попијем — дует са Ди-џеј Шонетом и Ем-си Јанком (2014)
- Непоправљива — дует са Младеном Цветановићем (2014)
- Карма — дует са Маретом и Ве’дмом (2016)
- Може нам се може — дует са MC Марконијем (2016)
- Никад не реци никад (2017)
- Амнезија (2018)
- All inclusive (2018)
- Љубомора (2019)
- Манипулација (2019)
- Немој много да ме волиш (2019)
- Бебе ко те ј... (2021)
- Зоре пијане (2022)
- Инфаркт моје душе (2024) дует са Жељком Николићем

### Спотови
| Спот                     | Година | Режисер                            |
| ------------------------ | ------ | ---------------------------------- |
| Кошава са Дунава         | 1993.  | —                                  |
| Досада                   | 1994.  | —                                  |
| Ја нећу да га видим      | 1994.  | —                                  |
| Жељо моја                | 1994.  | —                                  |
| Против себе не могу      | 1995.  | —                                  |
| Јуче сам                 | 1995.  | —                                  |
| Немој да бринеш мали     | 1996.  | —                                  |
| Било је пролеће          | 1996.  | —                                  |
| Јаче, јаче               | 2001.  | Дејан Милићевић                    |
| Веро неверо              | 2003.  | Дејан Милићевић                    |
| Себична                  | 2005.  | —                                  |
| Мами, мами               | 2009.  |                                    |
| Сангрија                 | 2010.  |                                    |
| Галама                   | 2011.  |                                    |
| Ноћ за нас               | 2011.  | Андреј Илић                        |
| Погледом те скидам       | 2012.  |                                    |
| Опасан                   | 2014.  |                                    |
| Увек кад попијем         | 2014.  |                                    |
| Карера                   | 2014.  |                                    |
| Непоправљива             | 2014.  |                                    |
| Волим све што воле млади | 2015.  |                                    |
| Нећу кући                | 2015.  | Андреј Илић                        |
| Невоља                   | 2016.  |                                    |
| Карма                    | 2016.  |                                    |
| Може нам се може         | 2016.  | —                                  |
| Екстравагантно           | 2017.  | Дејан Милићевић                    |
| Биографија               | 2017.  | Дејан Милићевић                    |
| Никад не реци никад      | 2017.  | Дејан Милићевић                    |
| Амнезија                 | 2018.  | Дино Сехић                         |
| All inclusive            | 2018.  | Андреја Дамјановић                 |
| Љубомора                 | 2019.  | Борис Зец                          |
| Манипулација             | 2019.  | Љуба                               |
| Немој много да ме волиш  | 2019.  | Марко Арсић                        |
| Бебе ко те ј...          | 2021.  | Марко Арсић                        |
| Зоре пијане              | 2022.  | Марко Арсић                        |
| Кока рока                | 2023.  | Armagedon media house              |
| Инфаркт моје душе        | 2024.  | Марко Тодоровић                    |
| Бај бај                  | 2025.  | Михајло Стефановић k3ymee          |
| Илегала                  | 2025.  | Михајло Стефановић, Марина Перишић |

### ТВ верзије
| Спот        | Година | Режисер |
| ----------- | ------ | ------- |
| Она те пали | 2010   |         |
| Изаћи сам   | 2010   |         |
| Мили мој    | 2010   |         |
| #Punokosta  | 2018   |         |